# Impero coloniale francese
(Motto dell'Impero coloniale)
L'impero coloniale francese fu costruito tra il XVIII secolo e il XX secolo dalla Francia, con colonie in Asia, Africa, America settentrionale e Oceania. In termini di territorio si estendeva, al suo apice tra gli anni 1920 e 1930, su 13 000 000 km². Includendo anche la Francia metropolitana, i territori sotto sovranità francese raggiunsero in quel tempo i 13 500 000 km², circa 1/10 delle terre emerse: fu uno degli imperi più vasti della storia, sulle mappe, carte geografiche ed atlanti veniva colorato di violetto raramente di blu in quanto questo non rendeva ben leggibili le scritte.
La Francia iniziò a fondare colonie in Nordamerica, nei Caraibi ed in India dopo i successi spagnoli e portoghesi nell'Età delle scoperte. Nel sei-settecento era in forte rivalità con l'Impero britannico per la supremazia coloniale, ma ne uscì sconfitta dopo la guerra dei sette anni, cosicché le ambizioni francesi vennero ridimensionate a vantaggio del Regno di Gran Bretagna. Gli storici definiscono "primo impero coloniale francese" quello sviluppatosi nell'età moderna. Dopo l'età napoleonica la Francia riuscì a formare un secondo impero coloniale, con base soprattutto in Africa, ma anche in Indocina e Oceania. Queste nuove conquiste si aggiunsero ai precedenti possedimenti dei Caraibi ed in India. Queste colonie furono possedimenti francesi fino alla seconda metà del Novecento.
Dal XVI al XVII secolo, il primo impero coloniale francese si estendeva da un'area totale al suo apice nel 1680 a oltre 10.000.000 km² (3.900.000 miglia quadrate), il secondo impero più grande del mondo all'epoca dietro solo all'Impero spagnolo. Durante il XIX e il XX secolo, l'impero coloniale francese è stato il secondo impero coloniale più grande del mondo solo dietro l'Impero britannico; si estendeva per oltre 13.500.000 km² al suo apice negli anni '20 e '30. In termini di popolazione, tuttavia, alla vigilia della seconda guerra mondiale, la Francia e i suoi possedimenti coloniali contavano solo 150 milioni di abitanti, contro i 330 milioni della sola India britannica.
Dopo la seconda guerra mondiale i movimenti anticolonialisti iniziarono a contestare l'autorità francese. La Francia non riuscì ad evitare la disgregazione del suo impero negli anni cinquanta e sessanta. In quel periodo la maggior parte delle colonie francesi conquisto l'indipendenza, in alcuni casi (in particolare in Indocina e in Algeria) combattendo guerre sanguinose.
Attualmente, gli ultimi domini residui sono raggruppati nei territori francesi d'oltremare, che includono isole nei Caraibi, nell'Oceano Indiano e nell'Oceano Pacifico, oltre alla Guyana francese.

## Storia

### Le esplorazioni e le prime colonie nelle Americhe
Le esplorazioni di Giovanni da Verrazzano e di Jacques Cartier agli inizi del Cinquecento, oltre ai frequenti viaggi di pescatori francesi nei Grandi Banchi di Terranova, furono i precursori dell'espansione coloniale della Francia. Però la protezione gelosa della Spagna sul suo monopolio e le guerre di religione in Francia scoppiate alla fine del secolo, disincentivarono, almeno per il momento, la fondazione di colonie. I primi tentativi francesi di fondare colonie nel nuovo continente, in Brasile, nel 1555 a Rio de Janeiro (Francia antartica), nel 1612 a São Luís (Francia equinoziale), e in Florida (Fort Caroline nel 1562) non ebbero successo, causa lo scarso interesse delle autorità francesi.
L'epoca dell'impero coloniale francese iniziò il 27 luglio 1605 con la fondazione di Port Royal nella colonia di Acadia nel Nord America, dove ora si trova la provincia canadese della Nuova Scozia. Qualche anno dopo, nel 1608, Samuel de Champlain fondò Québec, che divenne la capitale dell'enorme, ma scarsamente abitata, colonia chiamata come la Nuova Francia.
Sebbene la Nuova Francia fosse scarsamente popolata, ebbe più importanza sulla tratta delle pellicce che per gli insediamenti agricoli. Queste caratteristiche portarono ad un'alleanza tra i coloni francesi e le tribù indigene. Avendo bisogno degli indiani per rifornirsi di pellicce, i francesi tesserono una serie di trattati militari, commerciali e diplomatici con i nativi. L'alleanza tra francesi ed indiani fu di lunga durata. I francesi non scacciarono gli indiani dalle loro terre come fecero gli inglesi, non li ridussero in condizioni di schiavitù come fecero gli spagnoli e non cercarono di farli convertire al cattolicesimo. La Nuova Francia permise l'indipendenza dei nativi e non tentò di sopprimere le pratiche religiose autoctone.
Nonostante le alleanze con le varie tribù amerinde, i francesi furono in grado solamente di esercitare un vago controllo sulla maggior parte del territorio rivendicato in Nord America; gli insediamenti francesi furono limitati al fiume San Lorenzo. Prima della creazione del consiglio sovrano della Nuova Francia nel 1663, il territorio della Nuova Francia veniva sviluppato come colonia mercantile. Solo dopo l'arrivo dell'intendente Jean Talon nel 1665 la Francia diede la possibilità alla sua colonia di svilupparsi come quelle degli inglesi. Però c'era poco interesse in Francia di colonizzare l'America settentrionale, preferendo piuttosto dominare in Europa, pertanto per gran parte della sua storia la Nuova Francia fu più sottopopolata e sottosviluppata rispetto alle dirimpettaie colonie inglesi. L'Acadia venne persa a favore dei britannici con il trattato di Utrecht nel 1713.
Nel 1699, le rivendicazioni territoriali francesi in Nord America si estesero ulteriormente, con la fondazione della Louisiana nel bacino del fiume Mississippi. L'estesa rete commerciale nella regione collegava il Canada con la Regione dei Grandi Laghi, fu mantenuta grazie a un vasto sistema di fortificazioni, molti di questi erano situati nel Pays des Illinois e nell'attuale Arkansas.

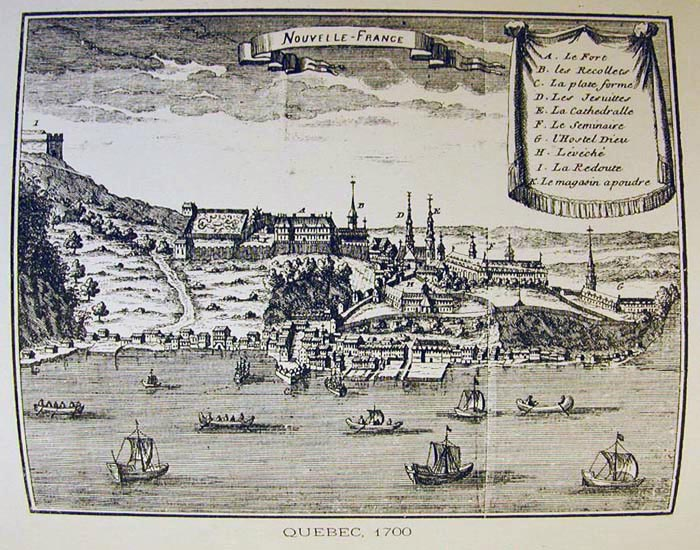
Québec fu conosciuta come la Nouvelle France.

Mentre l'impero francese in Nord America cresceva, la Francia stava creando, in dimensioni assai più piccole, ma molto redditizio, un impero nelle Indie occidentali. I francesi iniziarono ad insediarsi nel Sud America, più o meno nell'attuale Guyana francese, a partire dal 1624; una colonia venne fondata a Saint Kitts nel 1625 (l'isola passò agli inglesi con il Trattato di Utrecht nel 1713). La Compagnie des Îles de l'Amérique fondò colonie in Guadalupa e Martinica nel 1635. Una colonia venne fondata anche nell'isola di Saint Lucia attorno al 1650.
Le piantagioni di queste colonie furono sostenute dal lavoro degli schiavi neri importati dall'Africa. Benché si fossero create delle resistenze da parte degli autoctoni, la popolazione locale fu espulsa nel 1660.
Il più importante possedimento caraibico francese fu Saint-Domingue, la metà occidentale dell'isola di Hispaniola, conquistata nel 1664. Nel Settecento Saint-Domingue diventò la più ricca colonia dei Caraibi, grazie alla produzione di zucchero. Anche l'altra metà dell'isola fece parte dell'impero francese, ma venne restituita alla Spagna nel 1795.

### L'espansione in Africa e gli scontri con gli inglesi
L'espansione coloniale francese non si limitò solo al Nuovo Mondo. In Senegal i francesi cominciarono a fondare empori commerciali già dal 1624. Nel 1664 venne fondata la Compagnia francese delle Indie Orientali per competere nel commercio con l'Estremo Oriente. Colonie furono fondate anche in India, Chandernagor (1673) e Pondicherry nel sudest (1674), in seguito a Yanam (1723), Mahe (1725), e Karikal (1739). Altre colonie furono fondate nell'Oceano Indiano, nell'Île de Bourbon (Réunion, 1664), Île de France (Mauritius, 1718), e le Seychelles (1756).
Nella seconda metà del XVIII secolo iniziò una serie di conflitti, la guerra di successione austriaca, la guerra dei sette anni, la guerra d'indipendenza americana, le guerre della rivoluzione francese e le guerre napoleoniche, tra la Francia e le Gran Bretagna, che finirono con il ridimensionamento del primo impero coloniale francese. Questi conflitti sono anche definiti come la seconda guerra dei cent'anni.

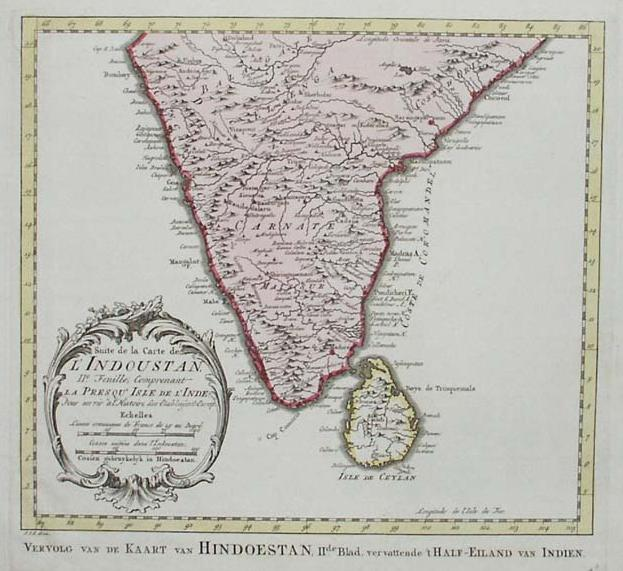
Carte de L'Indoustan. Bellin, 1770

La guerra dei sette anni, dopo i primi successi francesi a Minorca e in America del Nord, vide una grave sconfitta francese, con i britannici numericamente superiori nel Nordamerica (oltre un milione coloni britannici contro poco più di cinquantamila coloni francesi) che conquistarono non solo la Nuova Francia (escluse le piccole isole di Saint-Pierre e Miquelon), ma anche la maggior parte delle colonie francesi delle Indie occidentali e tutti gli avamposti francesi nelle Indie orientali. I trattati di pace videro il ritorno alla Francia degli empori in India e delle isole caraibiche di Martinica e Guadalupa. La competizione per la conquista dell'India fu vinta dagli inglesi. Il Nordamerica fu interamente perso, la maggior parte della Nuova Francia fu conquistata dai britannici, eccetto la Louisiana che passò sotto gli spagnoli come pagamento per l'entrata in guerra della Spagna. Vennero cedute ai britannici le isole Grenada e Saint Lucia. Sebbene la perdita della Nuova Francia sia stata rimpianta in seguito, all'epoca non stimolò alcun interesse.
Il Trattato di Parigi del 1783 restituiva alla Francia Saint Lucia, ma la gran parte dei possedimenti anteriori non fu recuperata. Nel 1791 Saint-Domingue, la perla dell'impero francese, fu sconvolta da una rivolta degli schiavi. Gli schiavi africani, capeggiati da Toussaint Louverture e, dopo la cattura da quest'ultimo, da Jean-Jacques Dessalines, tennero sotto scacco i francesi, gli inglesi e gli spagnoli, arrivarono alla fine all'indipendenza nel 1804. Intanto i britannici occuparono le rimanenti colonie francesi, che però furono restituite alla Francia con la Pace di Amiens del 1802. Il riacquisto della Louisiana nel 1800 non produsse successi, dato che la contemporanea rivolta a Saint-Domingue convinse Napoleone Bonaparte che il possedimento nordamericano era difficile da difendere, cosicché venne ceduto agli Stati Uniti nel 1803. Il tentativo di colonizzare l'Egitto, descritto anche nell'opera dello storico arabo Al-Gabarti, nel 1798 andò incontro ad un insuccesso.

### Il rafforzamento tra il XIX e XX secolo

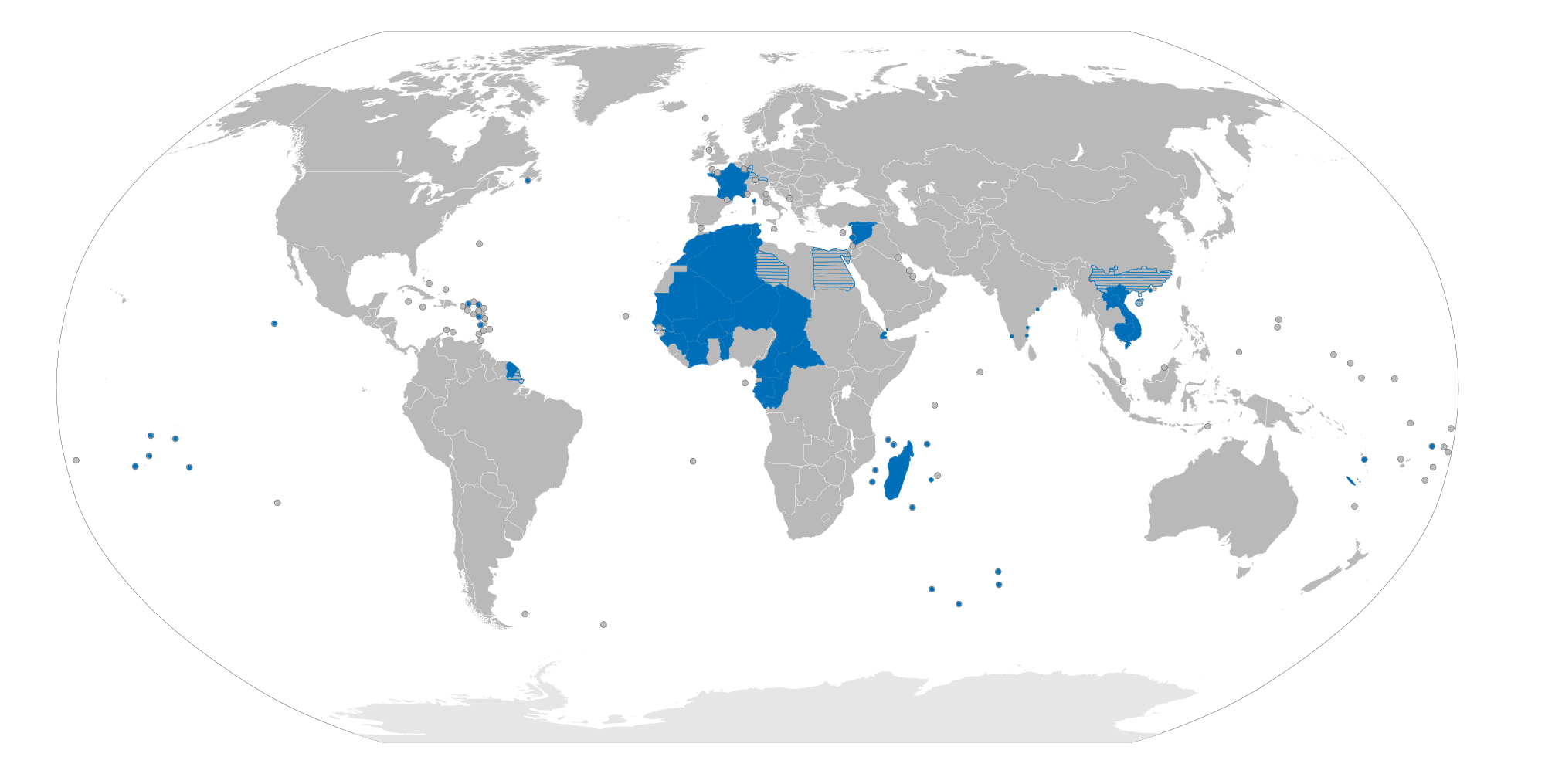
L'estensione dell'impero nel 1946

Dopo le guerre napoleoniche e la fine del primo impero francese vennero tuttavia riprese gran parte delle colonie, in particolare Guadalupa e Martinica nelle Indie Occidentali, la Guyana francese in Sudamerica, diversi empori in Senegal, la Île Bourbon (Réunion) nell'Oceano Indiano, ed infine i possedimenti francesi nel subcontinente indiano. La Gran Bretagna comunque conquistò Saint Lucia, Tobago, le Seychelles, e la Île de France (Mauritius).
Il vero inizio del secondo impero coloniale francese viene collocato nel 1830, quando la Francia iniziò ad invadere l'Algeria, conquistata 17 anni dopo. Durante il secondo impero, sotto la guida di Napoleone III, fu tentato di stabilire un protettorato in Messico, ma l'intento fallì. L'intervento in Messico durò dal 1861 al 1867. Napoleone III riuscì a mettere sotto controllo francese la Cocincina (la parte meridionale dell'attuale Vietnam) con Saigon, oltre a un protettorato sulla Cambogia.
Fu dopo la guerra franco-prussiana del 1870–1871 e la fondazione della Terza repubblica (1871-1940) che la Francia acquisì la maggior parte dei suoi possedimenti coloniali. Dall'insediamento base in Cocincina, i francesi conquistarono Tonchino (l'attuale Vietnam settentrionale) e Annam (l'attuale Vietnam centrale) nel 1884-1885. Le suddette, insieme alla Cambogia e alla Cocincina, formarono l'Indocina francese nel 1887 (alle quali il Laos venne aggiunto nel 1893) Nel 1849 venne fondata la concessione francese di Shanghai, che durò fino al 1946.
L'influenza francese fu estesa anche nel Nord Africa, con la formazione del protettorato in Tunisia nel 1881 (Trattato del Bardo). Poco a poco, il controllo francese si estese verso la fine dell'Ottocento nella maggior parte dell'Africa settentrionale, occidentale e centrale. Nell'impero francese vennero inclusi gli attuali stati della Mauritania, del Senegal, della Guinea, del Mali, della Costa d'Avorio, del Benin, del Niger, del Ciad, della Repubblica Centrafricana, del Congo, oltre all'enclave di Gibuti nell'Africa orientale (Somalia francese). La prima guerra Dahomey è stata combattutail 21 febbraio a 4 ottobre 1890 nell'attuale dipartimento di Ouémé, in Benin. Le truppe francesi, aiutate dai combattenti dei regni di Porto-Novo e Kinto, prevalsero sulle forze del regno di Fon di Dahomey. Dahomey ha dovuto riconoscere il protettorato francese su Porto-Novo e Kinto e cedere la città di Cotonou.La seconda guerra Dahomey si svolse dal 4 luglio 1892 al 15 gennaio 1894 negli attuali dipartimenti di Ouémé e Zou in Benin. Le truppe francesi del colonnello Alfred Dodds prevalsero su quelle del regno di Fon di Behanzin. Questa guerra segna la fine del regno di Dahomey che viene annesso all'impero coloniale francese. Nel 1898 dal Senegal partì la missione Voulet-Chanoine, una spedizione militare, per conquistare il bacino del Ciad in modo da unificare i territori francesi nell'Africa occidentale. Questa missione operò congiuntamente ad altre due spedizioni, la Foureau-Lamy e la Gentil, che avanzarono, rispettivamente, dall'Algeria e dal Congo. Con la morte del signore musulmano Rabih az-Zubayr, la personalità più importante della zona, e la creazione del Territorio Militare del Ciad nel 1900, la missione Voulet-Chanoine Mission completò i suoi obiettivi. La spietatezza della missione provocò scandalo a Parigi. Come parte della lotta per l'Africa, la Francia creò un asse territoriale da est a ovest nel continente da porre in contrasto con l'asse nord-sud britannico. Tutto ciò portò all'incidente di Fascioda, dove una spedizione condotta da Jean-Baptiste Marchand fu opposta ad una forza comandata da Lord Kitchener. La risoluzione della crisi portò all'Entente cordiale. Durante la Crisi di Agadir nel 1911, la Gran Bretagna sostenne la Francia contro la Germania, così il Marocco divenne protettorato francese.
Intanto i francesi crearono alcune colonie nell'Oceano Pacifico (Nuova Caledonia e Polinesia francese). Fu stabilito anche un codominio con la Gran Bretagna sulle Nuove Ebridi.
La Francia conquistò le sue ultime colonie al termine della prima guerra mondiale, quando ottennero il mandato sugli ex territori turchi della Siria e del Libano, oltre alle ex colonie tedesche del Togo e del Camerun. Il progetto coloniale francese nel tardo Ottocento e primo Novecento era visto come una missione civilizzatrice (mission civilisatrice), il principio per cui gli europei dovevano portare la civiltà ai popoli considerati inferiori. Così gli ufficiali francesi intrapresero nelle colonie una politica di europeizzazione e francesizzazione, in particolare nell'Africa occidentale. Agli africani che adottarono la cultura francese, compreso l'uso della lingua francese e la conversione al Cristianesimo, furono garantiti i privilegi della cittadinanza francese.

### La seconda guerra mondiale, la decolonizzazione e la fine
L'Impero coloniale francese iniziò la sua caduta già durante la seconda guerra mondiale, quando le varie porzioni dell'impero furono occupate dalle potenze straniere (Giappone in Indocina, Gran Bretagna in Siria, Libano, e Madagascar, gli USA e la Gran Bretagna in Marocco e Algeria, e l'Italia e la Germania in Tunisia). Comunque il controllo venne gradualmente ristabilito da Charles de Gaulle. L'Unione francese, inclusa nella costituzione del 1946, sostituì il vecchio impero coloniale.
La Francia si dovette comunque subito confrontare con i movimenti anticolonialisti sorti nel dopoguerra. Paul Ramadier (SFIO) represse la rivolta del Madagascar tra il 1947 e il 1948. In Asia, Ho Chi Minh dichiarò l'indipendenza del Vietnam. Nel 1946 iniziò la prima guerra di Indocina che tenne impegnata la Francia fino alla sconfitta subita dai Viet Minh nel 1954. Anche in Camerun ci fu un'insurrezione nel 1955, capeggiata da Ruben Um Nyobé, ma venne repressa nel sangue. Nel maggio 1945 anche in Algeria scoppiarono dei moti, repressi con il massacro di Sétif e Guelma.
Subito dopo la sconfitta in Vietnam, la Francia si trovò invischiata in un'altra guerra di decolonizzazione in Algeria, la più antica e maggior colonia del secondo impero. I movimenti di Ferhat Abbas e Messali Hadj avevano marcato il periodo tra le due guerre mondiali, ma entrambi i movimenti si radicalizzarono dopo la seconda. Nel 1945, il massacro di Sétif fu pianificato dall'esercito francese. La guerra d'Algeria iniziò nel 1954. L'Algeria fu particolarmente problematica per i francesi, dato l'elevato numero di coloni europei, (o pieds-noirs) che si insediarono durante i 125 anni di dominio francese. L'ascesa al potere di Charles de Gaulle nel 1958, nel mezzo della crisi, alla fine portò l'indipendenza per l'Algeria con gli Accordi di Évian del 1962.
L'Unione francese venne rimpiazzata con la nuova costituzione del 1958 dalla Comunità francese. Solo la Guinea rifiutò con referendum di far parte della nuova organizzazione coloniale. Comunque la comunità francese si dissolse poco dopo; a tutte le colonie fu garantita l'indipendenza nel 1960, dopo referendum locali. L'indipendenza di Vanuatu nel 1980 sancisce formalmente la fine dell'Impero, ma alcune colonie preferirono restare a far parte della Francia, con lo status di dipartimenti d'oltremare. I critici del neocolonialismo sostengono che la Françafrique ha rimpiazzato il controllo diretto. Essi dimostrano che mentre de Gaulle garantiva l'indipendenza da una parte, creava nuovi legami grazie all'aiuto di Jacques Foccart, il suo consigliere per gli affari africani. Foccart sostenne in particolare la secessione del Biafra (o guerra civile nigeriana) verso la fine degli anni sessanta.

## Possedimenti principali
| Colonia francese | Colonia francese                                                                                   | Date                                 | Nazione attuale |
| Primo spazio coloniale (1534 - 1803) | Primo spazio coloniale (1534 - 1803)                                                               | Primo spazio coloniale (1534 - 1803) | Primo spazio coloniale (1534 - 1803) |
| --- | -------------------------------------------------------------------------------------------------- | ------------------------------------ | --- |
| Nuova Francia | Acadia Baia di Hudson Canada Terranova                                                             | 1534 - 1763                          | parte del Canada e Saint-Pierre e Miquelon |
| Nuova Francia | Louisiana                                                                                          | 1682 - 1762 1800 - 1803              | parte degli Stati Uniti d'America |
| Antille francesi | Saint-Domingue Dominica Grenada Grenadine Saint Croix Saint Kitts Saint Lucia Saint Vincent Tobago | 1635 - 1804                          | Haiti Dominica Grenada Saint Vincent e Grenadine Isole Vergini Americane Saint Kitts e Nevis Saint Lucia Saint Vincent e Grenadine Trinidad e Tobago |
| Antille francesi | Guadalupa Martinica Saint-Barthélemy Saint-Martin                                                  | 1635 - 1946                          | Guadalupa Martinica Saint-Barthélemy Saint-Martin |
| America del Sud | Francia equinoziale                                                                                | 1604 - 1946                          | Guyana francese |
| America del Sud | Francia antartica                                                                                  | 1555 - 1560                          | baia di Rio de Janeiro, Brasile |
| Africa | Île-de-France Île Bourbon                                                                          | 1642 - 1810                          | Mauritius La Riunione |
| Africa | Saint Louis du Sénégal Île Bourbon Rufisque                                                        | 1677 - 1960                          | isole e comuni del Senegal |
| India francese | Pondichéry Chandernagor Karikal Mahé Yanaon                                                        | 1668 - 1954                          | parte dell'India |
| Indocina francese | Côn Đảo                                                                                            | 1787 - 1954                          | isole del Vietnam |
| Secondo spazio coloniale (1830 - 1946) | |                                      | |
| Vieilles colonies | Saint-Pierre e Miquelon                                                                            | 1763 - 1946                          | Saint-Pierre e Miquelon |
| Vieilles colonies | Guadalupa Martinica Saint-Barthélemy Saint-Martin                                                  | 1635 - 1946                          | Guadalupa Martinica Saint-Barthélemy Saint-Martin |
| Vieilles colonies | Francia equinoziale                                                                                | 1604 - 1946                          | Guyana francese |
| Vieilles colonies | Île Bourbon                                                                                        | 1642 - 1946                          | La Riunione |
| Vieilles colonies | Saint Louis du Sénégal Île Bourbon Rufisque                                                        | 1677 - 1960                          | isole e comuni del Senegal |
| Vieilles colonies | Pondichéry Chandernagor Karikal Mahé Yanaon                                                        | 1668 - 1954                          | parte dell'India |
| Vieilles colonies | Côn Đảo                                                                                            | 1787 - 1954                          | isole del Vietnam |
| Africa Francese del Nord | Algeria francese                                                                                   | 1830 - 1962                          | Algeria |
| Africa Francese del Nord | Protettorato francese del Marocco                                                                  | 1912 - 1956                          | Marocco |
| Africa Francese del Nord | Protettorato francese in Tunisia                                                                   | 1881 - 1956                          | Tunisia |
| Africa Equatoriale Francese | Gabon Moyen-Congo Oubangui-Chari Tchad                                                             | 1910 - 1958                          | Gabon Repubblica del Congo Repubblica Centrafricana Ciad                                                                                             |
| Africa Occidentale Francese | Côte d'Ivoire Dahomey Guinée Haute-Volta Mauritanie Niger Sénégal Soudan français                  | 1895 - 1958                          | Costa d'Avorio Benin Guinea Burkina Faso Mauritania Niger Senegal Mali                                                                               |
| Africa | Cameroun français                                                                                  | 1916 - 1960                          | Camerun |
| Africa | Somalia francese                                                                                   | 1896 - 1977                          | Gibuti |
| Africa | Togoland francese                                                                                  | 1916 - 1960                          | Togo |
| Africa | Arcipelago delle Comore                                                                            | 1843 - 1975                          | Comore Mayotte |
| Africa | Madagascar                                                                                         | 1895 - 1960                          | Madagascar |
| Mandato francese della Siria e del Libano | État des Druzes État d'Alep État de Damas Territoire des Alaouites Province du Hatay Grand Liban   | 1920 - 1946                          | Siria Provincia di Hatay, in Turchia Libano |
| Indocina francese | Annam Cochinchine Tonkin (État du Viêt Nam) Cambodge Laos                                          | 1887 - 1954                          | Vietnam Cambogia Laos |
| Oceania e Oceano Pacifico | Établissements français d’Océanie                                                                  | 1843 - 1946                          | Polinesia Francese |
| Oceania e Oceano Pacifico | Nuova Caledonia                                                                                    | 1853 - 1946                          | Nuova Caledonia |
| Oceania e Oceano Pacifico | Clipperton                                                                                         | 1858 - 1946                          | Clipperton |
| Oceania e Oceano Pacifico | Wallis e Futuna                                                                                    | 1887 - 1946                          | Wallis e Futuna |
| Oceania e Oceano Pacifico | Nuove Ebridi                                                                                       | 1906 - 1980                          | Vanuatu |
| Antartide e Oceano Indiano | Diverse isole nell'Oceano Indiano e nel Canale del Mozambico e la Terra Adelia                     | -                                    | Terre australi e antartiche francesi |
| In grassetto i territori che fanno tuttora parte della Francia. Le Vieilles colonies sono le colonie del primo spazio coloniale conservate dalla Francia alla fine di quest'ultimo e integrate nel secondo. | |                                      | |

## Demografia

### Popolazione tra il 1919 e il 1940
|                                        | 1921       | 1926        | 1931        | 1936        | 1940        |
| -------------------------------------- | ---------- | ----------- | ----------- | ----------- | ----------- |
| Francia metropolitana                  | 39.140.000 | 40.710.000  | 41.550.000  | 41.500.000  | 41.835.000  |
| Colonie, protettorati e mandati        | 55.556.000 | 59.474.000  | 64.293.000  | 69.131.000  | 68.888.000  |
| Totale                                 | 94.696.000 | 100.184.000 | 105.843.000 | 110.631.000 | 110.723.000 |
| Percentuale della popolazione mondiale | 5,02%      | 5,01%       | 5,11%       | 5,15%       | 4,81%       |
| Fonti: INSEE, SGF                      |            |             |             |             |             |

### Coloni francesi
Diversamente dagli altri paesi europei, la Francia sperimentò bassi livelli di emigrazione verso le Americhe, con l'eccezione degli Ugonotti. Ciò nonostante, ci fu una significativa emigrazione di francesi cattolici negli ex-possedimenti francesi nel Nordamerica, in Acadia, in Canada e in Louisiana. Inoltre ci furono stanziamenti nelle Indie occidentali, nelle Isole Mascarene e in Africa.
Il 31 dicembre 1687 una comunità di francesi ugonotti si stabilì in Sudafrica. La maggior parte di essi si insediarono nella Colonia del Capo; ben presto si integrarono con la popolazione di origine olandese. Dopo la fondazione di Québec da parte di Champlain nel 1608, divenne la capitale della Nuova Francia. Nonostante venisse incoraggiata l'emigrazione in Canada, la Nuova Francia nel 1763 aveva solamente 65.000 abitanti. Dal 1713 al 1787, 30.000 coloni immigrarono dalla Francia a Saint Domingue. Nel 1805, quando i francesi lasciarono Saint Domingue (Haiti) a 35.000 coloni francesi furono concessi terreni nell'isola di Cuba.

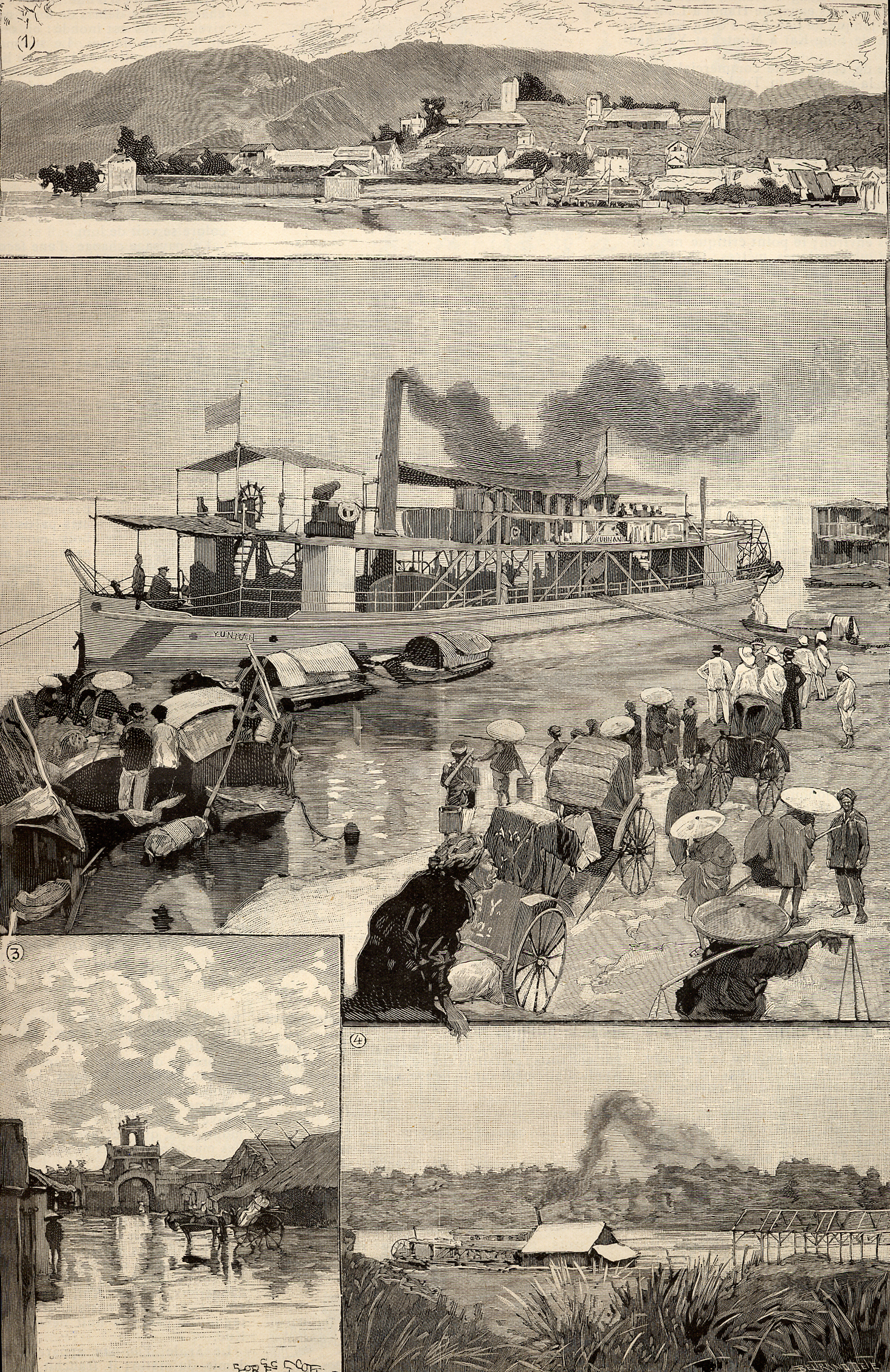
Colonie francesi nel 1891 (da Le Monde Illustré).
1. Panorama di Lac-Kaï, emporio francese in Cina.
2. Yun-nan, nel quartiere di Hanoi.
3. Vie di Hanoi.
4. Vista di Hanoi

La legge francese facilitava per migliaia di colons di origine francese, dalle colonie dell'Africa, dell'India e dell'Indocina, il rientro nella madrepatria. Si stima che nel 1945 20.000 colons vivessero a Saigon. 1,6 milioni pieds noirs emigrarono dall'Algeria, dalla Tunisia e dal Marocco. In pochi mesi nel 1962, 900.000 Franco-algerini lasciarono l'Algeria nella maggior ricollocazione etnica dalla fine della seconda guerra mondiale. Negli anni settanta, oltre 30.000 colons francesi lasciarono la Cambogia durante il regime dei Khmer rossi poiché il governo di Pol Pot confiscò le loro proprietà terriere. Nel novembre 2004, diverse migliaia di francesi nella Costa d'Avorio lasciarono il paese dopo alcuni giorni di violenze.
A parte i Franco-canadesi, i Québécois, gli Acadiani, i Cajuns, e i Métis altre popolazioni di origine francese includono i Caldoches della Nuova Caledonia e i cosiddetti Zoreilles e i Petits-blancs delle varie isole dell'Oceano Indiano.
L'idea che la colonizzazione in Africa abbia costruito stati i cui confini non corrispondono alla divisione etnica, separando alcuni gruppi etnici tra più stati, o riunendo più stati in uno stesso, è un argomento spesso usato. Tuttavia, molti ricercatori lo mettono in dubbio: in primo luogo perché il concetto stesso di etnia è contestato; dall'altro, perché l'impresa coloniale non è un fenomeno omogeneo: in alcuni casi i confini sono stati infatti tracciati "a regola d'arte", stato di cose consultabile su qualsiasi carta dell'Africa, ma in altri casi, il tracciamento è stato effettuato a seguito di perizie di missioni inviate sul terreno, che hanno raccolto una certa quantità di informazioni sulle regioni interessate. Così, il confine tra Niger e Nigeria è stato tracciato a seguito di una spedizione guidata dal comandante Moll tra il 1903 e il 1904.
Il record politico generale della presenza francese in Africa, tuttavia, rimane l'annientamento o la disorganizzazione delle strutture di potere preesistenti all'impresa coloniale (ad esempio, l'impero Toucouleur, installato su gran parte della valle del fiume Niger) e la loro sostituzione con Stati modellati sul modello francese. Inoltre, l'azione dell'amministrazione coloniale ha creato le condizioni per la corruzione politica nei paesi africani. Infatti, essendo stata fornita l'istruzione in lingua francese durante la colonizzazione solo a una minoranza di africani, coloro che hanno ricevuto le redini della maggior parte dei paesi durante la decolonizzazione, per lo più pacifica, erano membri di questa classe privilegiata di recente creazione. Così, in un'opera sulla corruzione in Africa, gli antropologi Giorgio Blundo e Olivier de Sardan scrivono: “La situazione coloniale genera […] un particolare rapporto con la gestione della cosa pubblica e cristallizza una serie di comportamenti e rapporti di potere che creare un terreno fertile per la corruzione, intesa nel senso moderno del termine”. Questo stato di cose solleva anche la questione dell'inadeguatezza di un modello statale costruito secondo la realtà del colono (il modello francese) e applicato alla realtà dei paesi interessati: la maggior parte degli Stati indipendenti era controllata, al momento della decolonizzazione, da nativi francesi -politici parlanti anche se la maggioranza della popolazione dei paesi interessati non riconosce necessariamente l'uso di questa lingua. Queste nuove élite tendevano anche, per il loro “vantaggio” linguistico, a sviluppare reti diplomatiche privilegiate con la Francia: ciò solleva oggi la questione del neocolonialismo.